# أتباع ملاك
طائفة أتباع الملك هي فرع من الشيعة الإسماعيلية المستعلية، انفصلت عن طائفة البهرة الداودية السائدة بعد وفاة الداعي المطلق السادس والأربعين، بقيادة مولانا عبد الحسين جيفاجي عام 1890 م. ويتمركز أتباع هذه الطائفة في ناجبور بالهند. ويبلغ عدد أتباع هذا الفرع من الإسلام عدة مئات. وقد انقسموا إلى فرعين آخرين:
أتباع ملاك بدر، وزعيمها الحالي مولانا محمد أمير الدين ملك.
أتباع ملاك وكيل وزعيمها الحالي مولانا الطيب بن رزاق.

## أتباع ملاك وكيل
أتباع وكيل الملك أو أتباع ملاك وكيل هي طائفة البهرة الطيبية الداودية الشيعية الإسماعيلية المسلمة التي تؤمن إيمانًا راسخًا بتقليد النص الذي يحكم تعيين صاحب أمر (الخليفة الروحي) واستمرار الخلافة (السلسلة). ووفقًا لمبدأ النص، لا يمكن للإمام ولا الداعي المطلق أن يموتا دون تعيين خليفتهما، ولكن بعد الوفاة المفاجئة وغير المتوقعة للداعي المطلق السادس والأربعين سيدنا محمد بدر الدين، بسبب عدم اليقين وعدم الوعي بالنص، انقسم المجتمع إلى قسمين. بينما قبلت الأغلبية عبد القادر نجم الدين باعتباره الداعي المطلق السابع والأربعين، اتجهت جماعة صغيرة، تتركز في ناجبور، بدلًا من ذلك إلى عبد القادر إبراهيمجي كخليفة له أو وكيل (ضامن)، ليصبحوا فيما بعد أتباع ملاك وكيل.
يُلقب زعيم المجتمع بصاحب أمر (صاحب السلطة) وصاحب الأمر الحالي هو الطيب بن رزاق. ومثل البهرة الداوديين السائدة، فإن كتبهم الدينية الرئيسة هي القرآن، والنصائح وهي أعمال كتبها السيد صادق علي خلال فترة الداعي المطلق الثاني والأربعين والرابع والأربعين، ومثل جميع الشيعة الطيبيين الآخرين، لديهم سبعة أركان للإسلام، وهي الطهارة والصلاة والزكاة والصوم والحج والجهاد والولاية، والتي يحددها المعتقد الباطني. وفي معتقداتهم، يعزز صاحب الأمر ويتصل بنسبه الروحي للدعوة بالقيم والقضايا الإنسانية ودعمها ونشرها بفعالية. يجب اتباع نقل اللقب من الأب إلى الابن في الجوهر (الباطن) وليس بالضرورة بالمعنى السطحي أو الظاهر (الظاهر).

## طالع أيضًا
- البهرة العلوية
- أتباع ملاك بدر
- البهرة الداودية
  - البهرة الداوودية التقدمية
- البهرة الهباتية
- البهرة السليمانية
- البهرة السنية